# Lee Orr
Lee Orr (Saskatchewan, 12 aprile 1917 – Monroe, 23 luglio 2009) è stato un velocista canadese.

## Palmarès
| Anno | Manifestazione                | Sede    | Evento                | Risultato | Prestazione | Note  |
| ---- | ----------------------------- | ------- | --------------------- | --------- | ----------- | ----- |
| 1936 | Giochi olimpici               | Berlino | 100 metri             | Batterie  |             | [ 1 ] |
| 1936 | Giochi olimpici               | Berlino | 200 metri             | 5º        | 21"6        | [ 2 ] |
| 1936 | Giochi olimpici               | Berlino | Staffetta 4×100 metri | 5º        | 42"7        | [ 3 ] |
| 1938 | Giochi dell'Impero Britannico | Sydney  | Staffetta 4×440 iarde | Oro       | 3'16"9      |       |